# Detrekőszentmiklós
Detrekőszentmiklós (szlovákul Plavecký Mikuláš, németül Blasenstein-Sankt-Nikolaus) község Szlovákiában, a Pozsonyi kerület Malackai járásában.

## Fekvése
Malackától 24 km-re északkeletre fekszik.

## Története
Éleskő vára a 13. században épült királyi vár, később birtokosai gyakran változtak. 1707-ben Guido von Starhemberg császári tábornok ostromolta meg és elfoglalta. A nehezen megközelíthető erősség ezután sorsára maradt, azóta pusztul. Falai még emeletnyi magasan állnak.
A falut 1224-ben, más források szerint 1394-ben említik először, amikor a Stíbor család Detrekői uradalmához tartozik. 1553-ban a Serédy családé 33 adózó portával. 1720-ban 3 malom és 52 ház állt a faluban. 1828-ban 157 házban 1132 lakos élt.
Vályi András szerint "Detrekő Sz. Miklós. Tót falu Pozsony Várm. földes Ura Gr. Pálfy Uraság, lakosai katolikusok, fekszik a’ fejér hegyek mellett, határbéli földgye két nyomásbéli, ’s leginkább gabonát, és zabot terem; szőleje, búzája nem terem, folyói vagynak, erdője is van; piatza Nagyszombatban; régi Vára nevezetesítette."
Fényes Elek szerint "Detrekő Sz.-Miklós, Pozson m. tót falu, a Kárpát hegyének nyugoti oldalán 1 órányira Nyitra vármegyétől, s 8 mfd. Pozsontól. Számlál 1058 kath., 41 zsidó lak. Kath. paroch. templom. Nagy erdőség. F. u. h. Pálffy. Ut. p. Malaczka."
A trianoni békeszerződésig Pozsony vármegye Malackai járásához tartozott.

## Népessége
| Év:            | 1994. | 2004.   | 2014.   | 2024.   |
| -------------- | ----- | ------- | ------- | ------- |
| Emberek száma: | 731   | 719     | 717     | 740     |
| Eltérés:       |       | -1,64 % | -0,27 % | +3,20 % |

| Év:            | 2023. | 2024.   |
| -------------- | ----- | ------- |
| Emberek száma: | 729   | 740     |
| Eltérés:       |       | +1,50 % |

1880-ban 1118 lakosából 1028 szlovák, 28 német, 23 magyar és 4 egyéb anyanyelvű, illetve 35 csecsemő. Ebből 1070 római katolikus és 48 zsidó vallású volt.
1910-ben 999, túlnyomórészt szlovák lakosa volt.
2011-ben 707 lakosából 682 szlovák, 2-2 magyar, ukrán és cseh, 1 bolgár, 1 egyéb, továbbá 17 ismeretlen nemzetiségű.

## Nevezetességei
- A falunak erődített reneszánsz temploma van. Mai formájában 1745-ben épült a korábbi templom átépítésével.
- Határában hegytetőn állnak Éleskő (Hedreh, Scharfenstein) várának maradványai.
- A környéken sok cseppkőbarlang található.